# Regiony v Kanadě

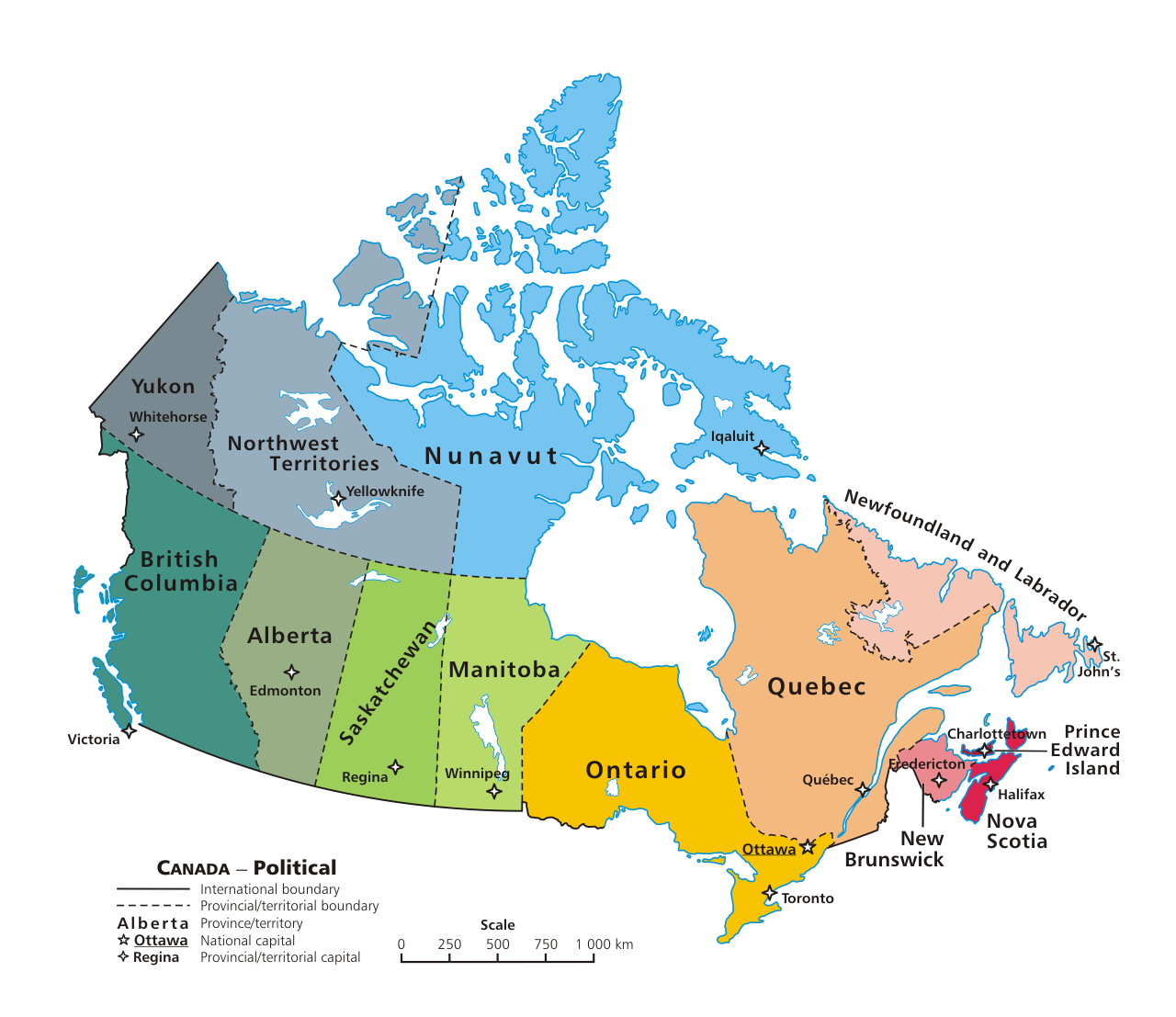
Mapa zobrazující kanadské provincie a teritoria

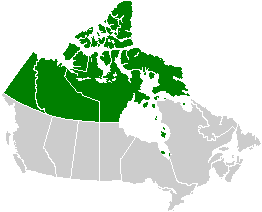
Severní Kanada

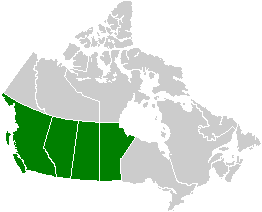
Západní Kanada

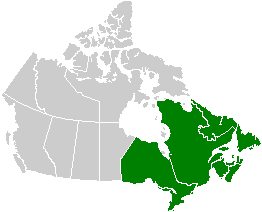
Východní Kanada

Pojem region není v Kanadě jednoznačný. V některých případech se za region označuje seskupení několika provincií a teritorií; v jiných případech se zase jednotlivé kanadské provincie a teritoria dělí na oficiální nebo neoficiální regiony.

## Národní regiony
Kanadské provincie a teritoria se ve směru od západu na východ seskupují do následujících regionů:
- Severní Kanada
  - Yukon
  - Severozápadní teritoria
  - Nunavut
- Západní Kanada
  - Britská Kolumbie
  - Prérie
    - Alberta
    - Saskatchewan
    - Manitoba
- Východní Kanada
  - Centrální Kanada
    - Ontario
    - Québec

  - Atlantická Kanada
    - Pobřežní provincie
      - Nový Brunšvik
      - Ostrov prince Edwarda
      - Nové Skotsko

    - Newfoundland a Labrador

Další regiony jsou:
- Anglická Kanada, někdy označovaná jako „zbytek Kanady“ (s výjimkou provincie Quebec)
- Francouzská Kanada
- Pacifická Kanada
- Akádie
- Koridor Quebec City-Windsor
- Čtyři rohy

Místa v kanadském senátu jsou rovnoměrně rozdělená mezi čtyři regiony: Pobřežní provincie, Quebec, Ontário a Západ, se speciálním postavením pro Newfoundland a Sever.

## Regiony v provinciích
Všechny provincie a teritoria jsou rozdělené do regionů podle různých oficiálních a neoficiálních kritérií. V některých provinciích fungují regiony oficiálně určené jejich vládami, v jiných nemají regiony žádný oficiální statut.

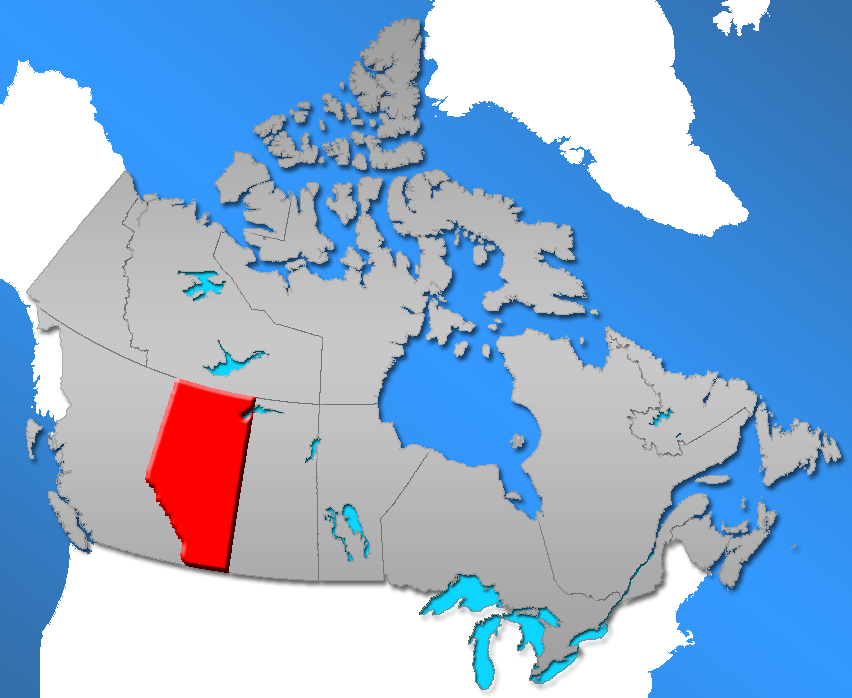
Alberta

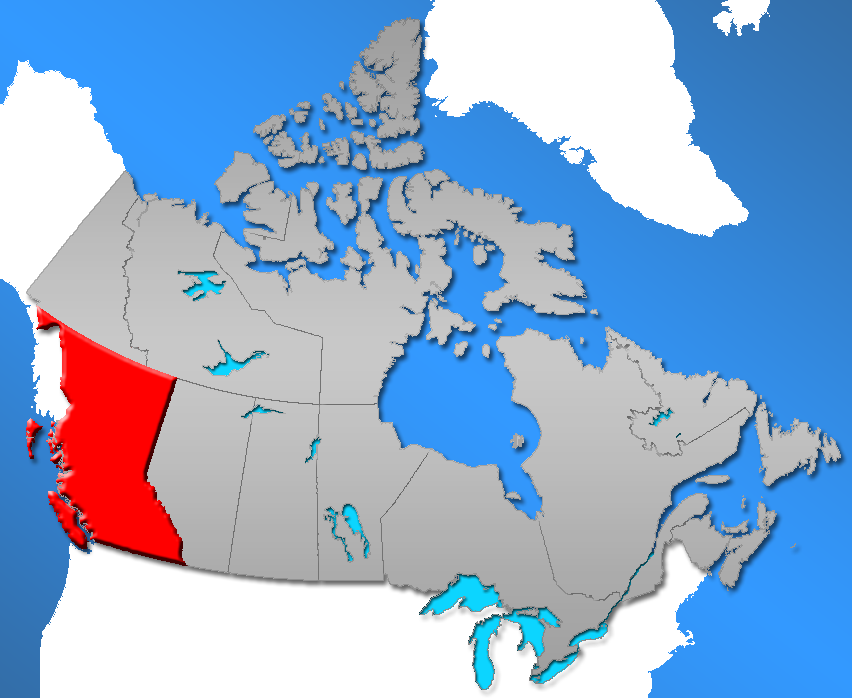
Britská Kolumbie

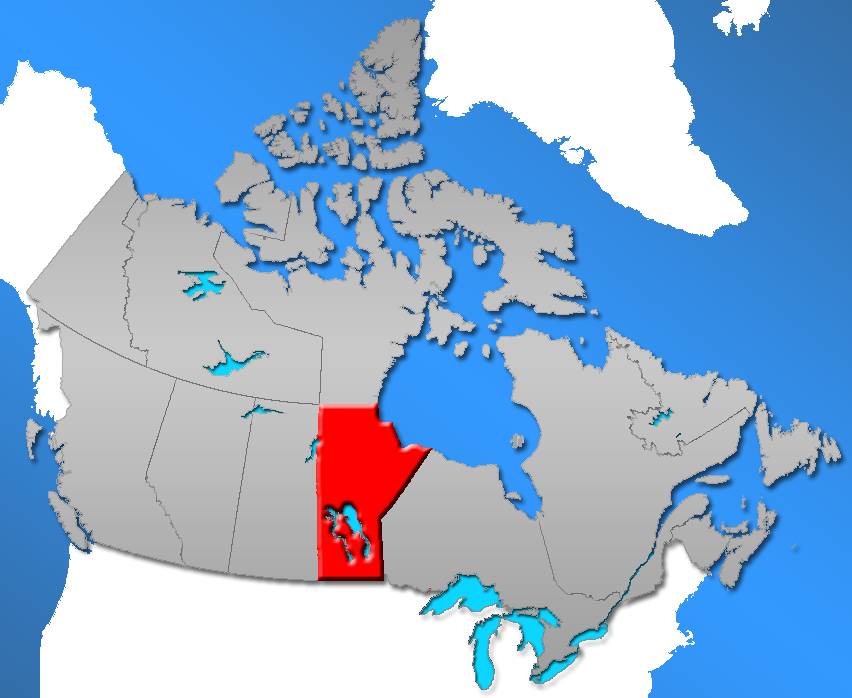
Manitoba

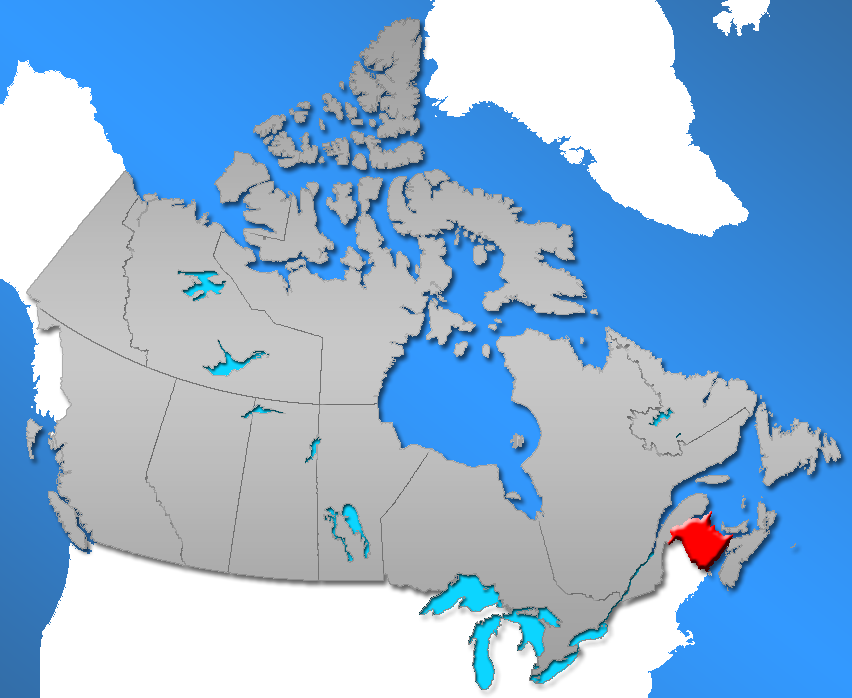
Nový Brunšvik

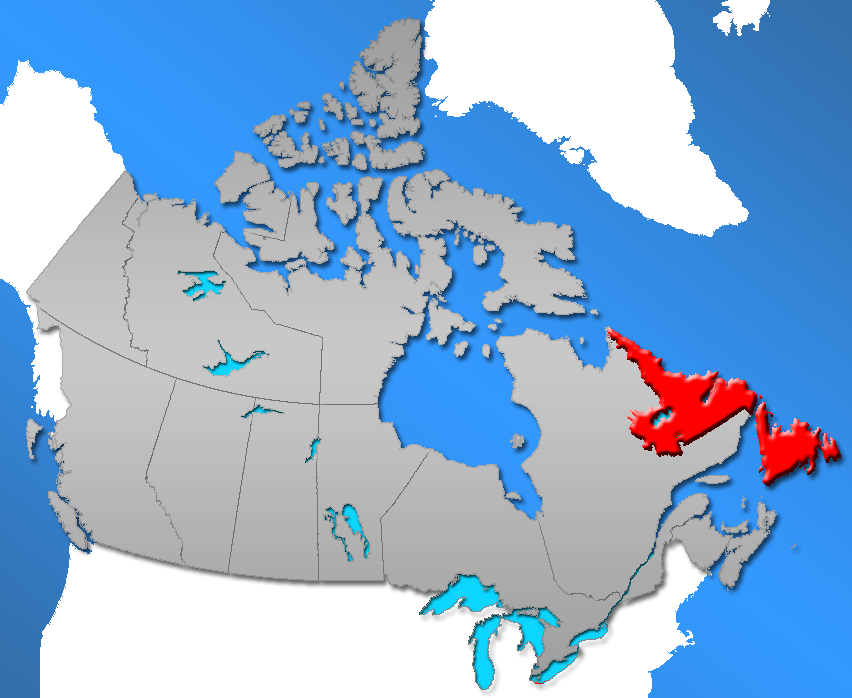
Newfoundland a Labrador

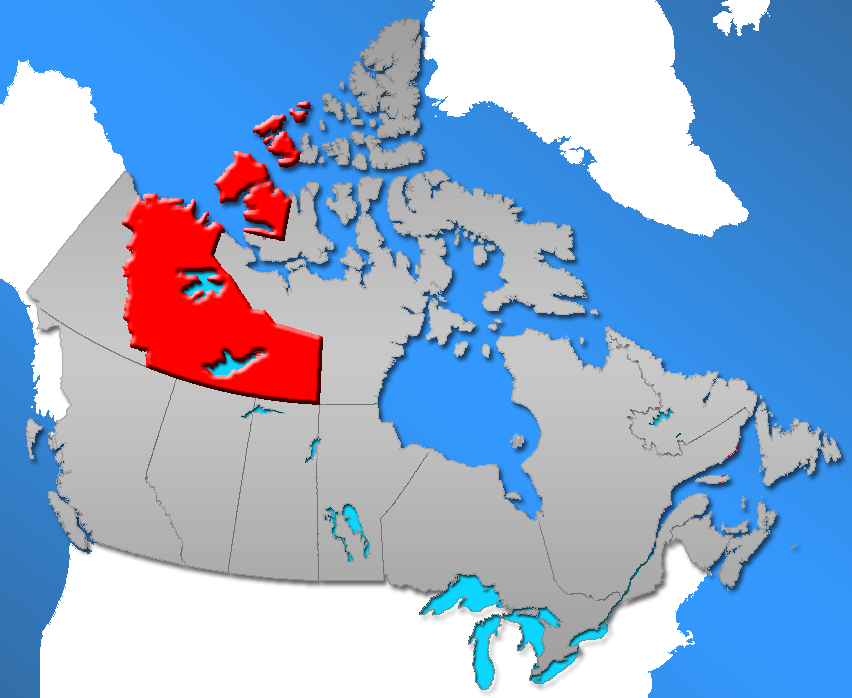
Severozápadní teritoria

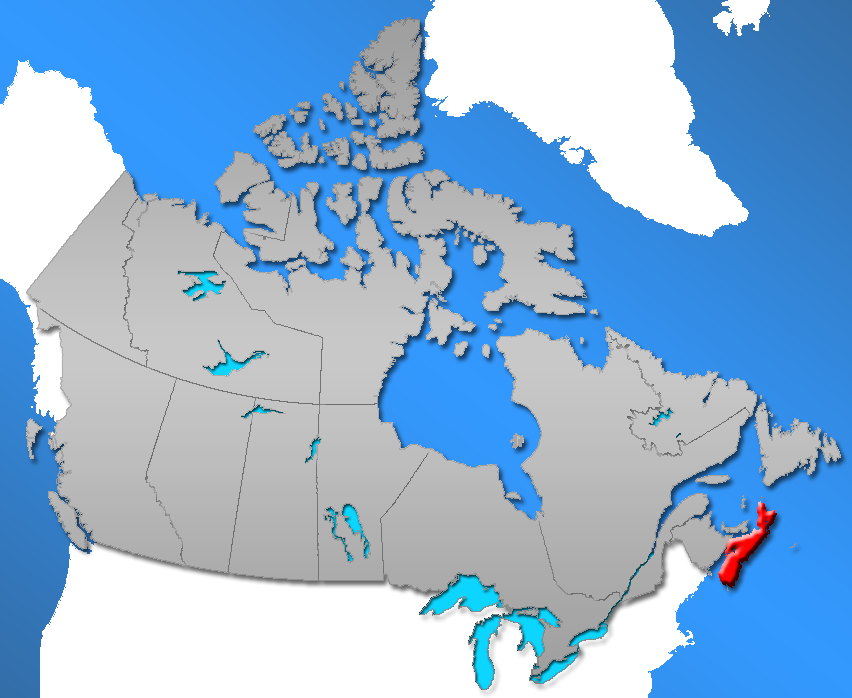
Nové Skotsko

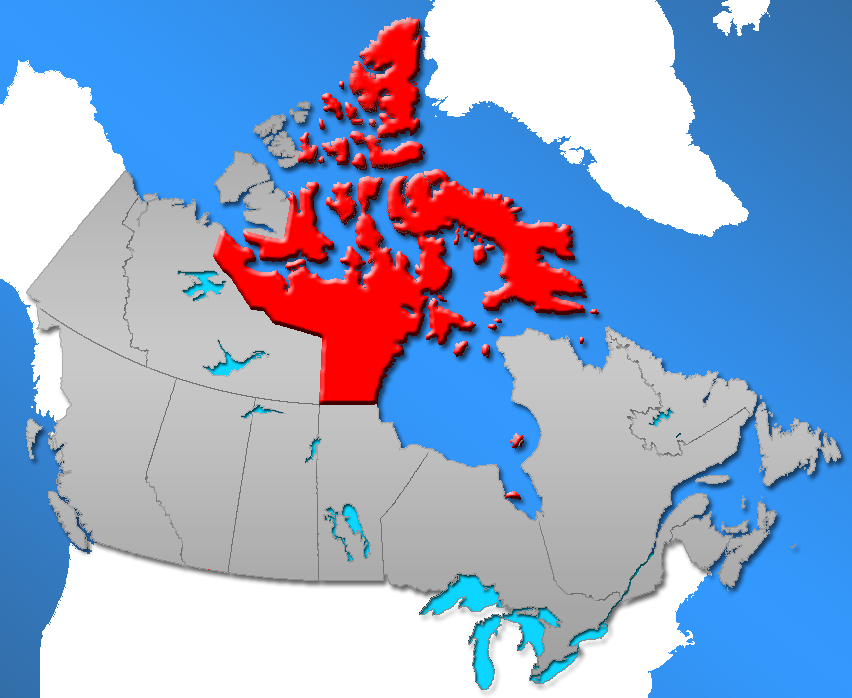
Nunavut

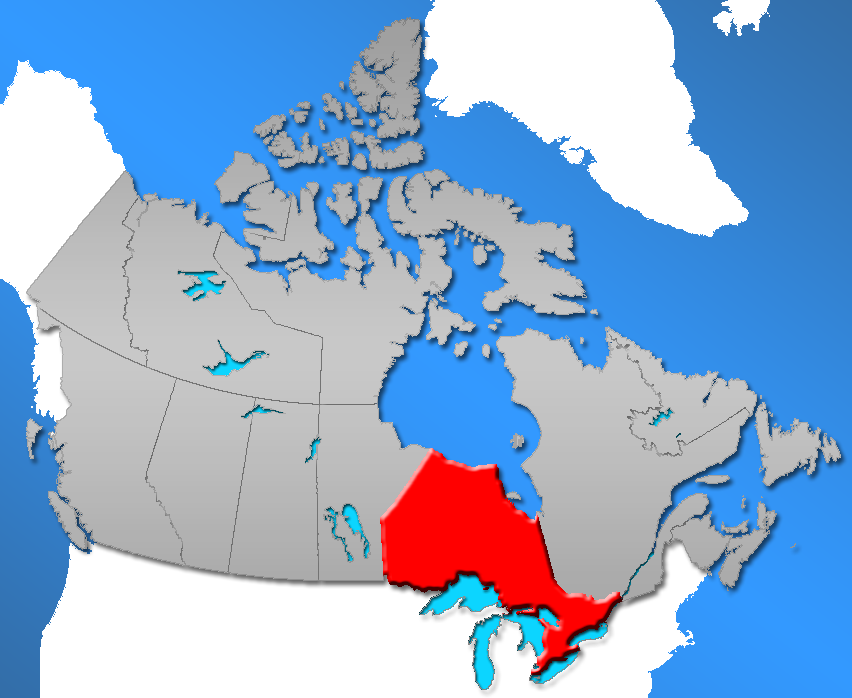
Ontario

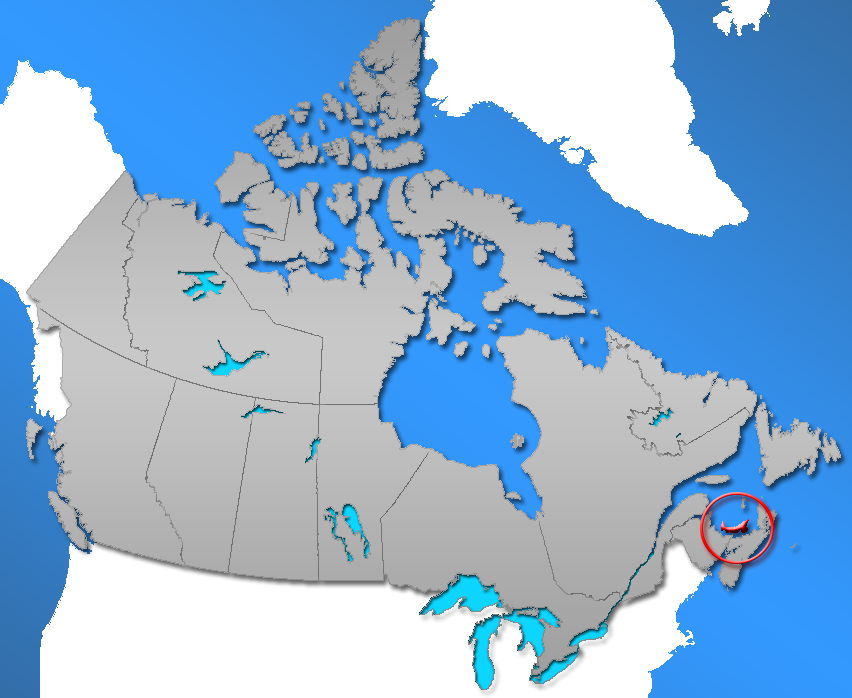
Ostrov prince Edwarda

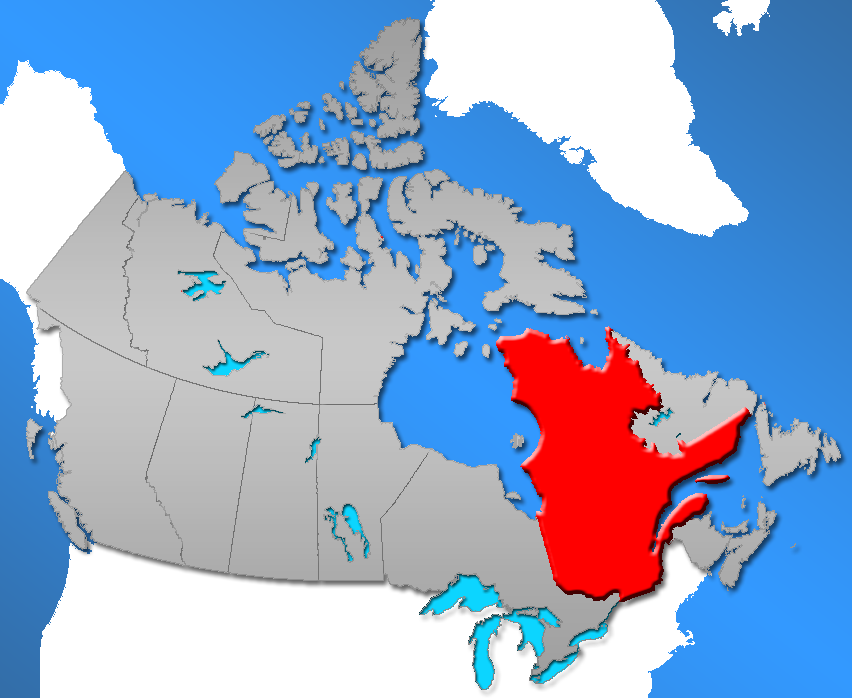
Quebec

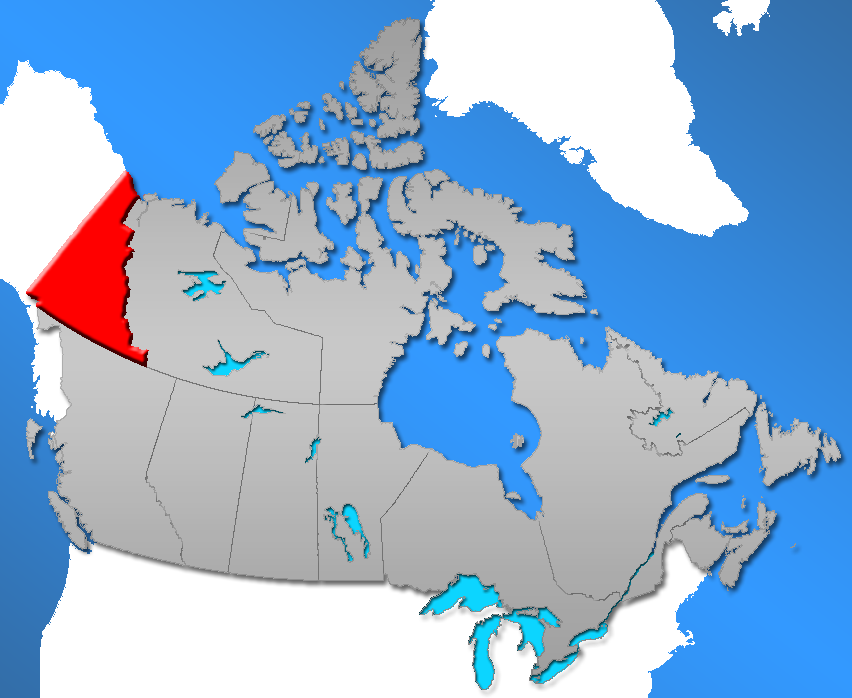
Yukon

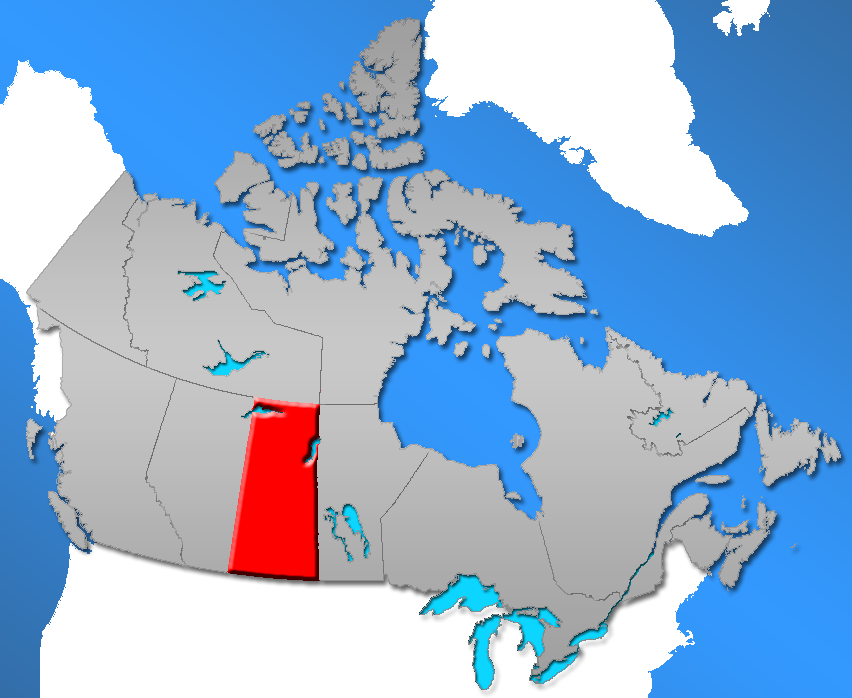
Saskatchewan

| - Northern Alberta - Peace River Country - Alberta's Rockies - Southern Alberta - Cypress Hills - Calgary Region - Edmonton Capital - Central Alberta - Koridor Calgary-Edmonton - British Columbia Interior - Nechako Plateau - Lower Mainland - Regionální okres Metro Vancouver - Vancouver Island - Regionální okres Velká Victorie - Northern British Columbia - Kootenays - British Columbian Rockies - Central British Columbia - Fraser Valley - Gulf Islands - Sunshine Coast - Okanagan - Thompson-Nicola - Whistler - Queen Charlotte Islands - North Coast - Peace River Country - Cariboo - North Shore - Northern - Interlake - Central Plains - Eastman - Westman - Winnipeg Capital - Parkland - Pembina Valley - Acadian Peninsula - North shore - Gulf shore - Fundy shore - Fundy Isles - Kennebacasis River - Republika Madawaska - Miramichi - St. John - Tantramar - Moncton - Saint John - Fredericton - Labrador - Labrador West - Labrador Coast - Nunatsiavut - Newfoundland - Avalon Peninsula - Burin Peninsula - Bonavista Peninsula - South Coast - West Coast - Bay of Islands - South Shore Bay of Islands - North Shore Bay of Islands - Corner Brook - Bonne Bay - Gros Morne - Port au Port Peninsula - Great Northern Peninsula - White Bay - Northeast Coast - Fogo Island - Obvody podle sčítání lidu - Fort Smith Region - Inuvik Region - Administrativní obvody vlády Severozápadních teritorií - Inuvik Region - Sahtu Region - Dehcho Region - North Slave Region - South Slave Region | - Cape Breton Island - Industrial Cape Breton - Cape Breton Regional Municipality - South shore - Eastern shore - Halifax Regional Municipality - Musquodoboit Valley - North shore - Central Nova Scotia - Northern Nova Scotia - Annapolis Valley - Obvody podle sčítání lidu - Baffinův region - Region Keewatin - Region Kitikmeot - Administrativní obvody vlády teritoria Nunavut - Oblast Kitikmeot - Oblast Kivalliq - Oblast Qikiqtaaluk - Northern Ontario - Northwestern Ontario - Northeastern Ontario - Nickel Belt - Southern Ontario - Southwestern Ontario - Georgian Triangle - Bruce Peninsula - Golden Horseshoe - Velké Toronto - Niagara Peninsula - Central Ontario - Kawartha Lakes - Muskoka - Haliburton - Bay of Quinte - Eastern Ontario - Ottawa Valley - National Capital Region - Thousand Islands - Upper Ottawa Valley - North shore - South shore - West Prince - East Prince/Summerside - Queens - Charlottetown - Kings - Eastern Townships - Montérégie - Laurentian Mountains - Velký Montreal - Northern Quebec - Outaouais - Quebec City - Saguenay - Sud-de-Saint-Laurent - Eastern Quebec - Gaspésie - Côte-Nord - Île Jésus - Island of Montreal - Île Perrot - Île d'Orléans - Île-Bizard - Anticosti Island - Magdalen Islands - Klondike - East Central Saskatchewan - Northern Saskatchewan - Velká Regina - Velký Saskatoon - Southeastern Saskatchewan - Southwestern Saskatchewan - West Central Saskatchewan - Cypress Hills - Lakeland Region |